# Forradalmi demokraták
A forradalmi demokraták Oroszországban az 1850-es években kibontakozó értelmiségi mozgalom résztvevőinek elnevezése.
A mozgalom célja volt demokratikus forradalom útján a despotizmus, illetve a feudális viszonyok (jobbágyrendszer) megszüntetése. Úgy gondolták, hogy a jobbágyi rendszer megszüntetése után a kapitalizmus megkerülhető, s lehetséges direkt módon eljutni a szocializmusba. Emiatt sokan utópistáknak gondolták őket.
Jelentősebb képviselői voltak: Visszarion Grigorjevics Belinszkij, Alekszandr Ivanovics Lierzen, Nyikolaj Gavrilovics Csernisevszkij, Alekszandr Ivanovics Herzen és Nyikolaj Alekszandrovics Dobroljubov, akik a tömegek számára nyújtottak ideológiai alapozást. A mozgalom tevékenységét később Marx, Engels, illetve Lenin is méltatta.